# Nerio
En la mitología romana Nerio o Nerién (en latín: Nerio, -ēnis), la esposa o amada de Marte, era una diosa de la guerra y la personificación de la Valentía, a quien con frecuencia los romanos dedicaban el botín saqueado a los enemigos. El nombre de Nerio tiene un origen claramente itálico y con raíces indoeuropeas. Compañera de Marte en las antiguas prácticas de culto, en ocasiones se identificaba con la diosa Belona e incluso con la diosa Minerva, especialmente en su identificación con Palas Atenea. Nerio fue más tarde suplantada por otras deidades más definidas, como Belona o Anna Perenna.